# 埃滕海姆
埃滕海姆（德語：Ettenheim，發音：[ˈɛtn̩haɪm] ⓘ）是德国巴登-符腾堡州弗赖堡行政区奥尔特瑙县的城市，面积48.8平方千米，2023年12月31日人口为13,985人。